# Forschungs- und Messreaktor Braunschweig
Der Forschungs- und Messreaktor Braunschweig (FMRB) war ein Forschungsreaktor, der von 1967 bis 1995 an der Physikalisch-Technischen Bundesanstalt in Braunschweig betrieben wurde. Der Reaktor wurde vor allem als Neutronenquelle zur Grundlagenforschung in der Neutronen- und Festkörperphysik eingesetzt. Weiterhin wurden am Reaktor Messinstrumente geprüft und kalibriert sowie neue Messverfahren für die Dosimetrie entwickelt.

## Geschichte
Der Baubeginn für den Materialtestreaktor vom Typ Schwimmbadreaktor war am 1. Oktober 1963, die Inbetriebnahme am 3. Oktober 1967. Der Reaktor verwendete hochangereichertes Uran als Kernbrennstoff und hatte eine Nennleistung von 1 MW. Er befand sich bis zum 19. Dezember 1995 im Normalbetrieb. Danach wurde er aus wirtschaftlichen Gründen in den Stillstandsbetrieb versetzt. Die finale Genehmigung zur Stilllegung wurde schließlich am 2. März 2001 erteilt.
Der Reaktor wurde daraufhin durch Babcock Noell, ein Tochterunternehmen von Bilfinger Berger, abgebaut. Die Brennelemente wurden in den Vereinigten Staaten endgelagert. Aus dem Abbau des Reaktors und der Nebenanlagen verblieben 160,9 Tonnen Stilllegungsabfälle. Diese wurden in Spezialfässer verpackt und vor Ort in einen eigens als Zwischenlager eingerichteten Restraum eingestellt. Am 28. Juli 2005 wurde der Abbau abgeschlossen und das Reaktorgebäude konnte aus der atomrechtlichen Aufsicht entlassen werden. Die Stilllegung und der Rückbau des Reaktors kosteten die Physikalisch-Technische Bundesanstalt insgesamt 16,3 Millionen Euro. Diese hohe Summe ist dem politischen Ziel zu verdanken, die Anlage einer nichtnuklearen Nachnutzung zuzuführen, ein vollständiger Abriss wäre günstiger gewesen.
Nach zusätzlichen Umbau- und Erweiterungsarbeiten ist Ende 2012 die Hauptwerkstatt eingezogen. Das angrenzende Meitner-Gebäude, in dem früher zusätzliche Labore untergebracht waren, beherbergt schon seit einigen Jahren die Büros der zugehörigen PTB-Fachabteilung 5.5 „Wissenschaftlicher Gerätebau“.